# Hasenbergturm (Stuttgart)

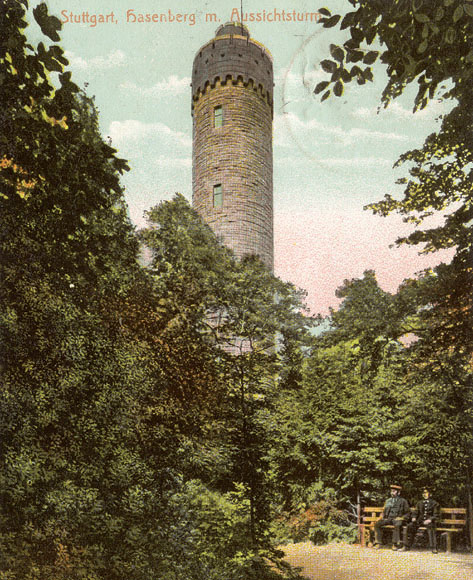
Postkarte des Hasenbergturms um 1890

Der Hasenbergturm war zwischen 1879 und 1943 ein Aussichtsturm auf dem Stuttgarter Hasenberg. Der Turm war 36 Meter hoch, bestand aus rotem Sandstein aus dem Gerlinger Steinbruch, hatte einen Durchmesser von 5,70 Meter und konnte mittels 184 Stufen bestiegen werden. Er war ein beliebtes Ausflugsziel und Wahrzeichen Stuttgarts. Der Ausblick reichte zur Schwäbischen Alb, zu Schwarzwald, Odenwald und Schwäbischem Wald.

## Geschichte
Im Jahr 1870 beschloss der Verschönerungsverein Stuttgart auf dem Hasenberg den ersten Aussichtsturm Stuttgarts zu errichten. 1878 einigte sich der Verein auf einen Entwurf von August Beyer. Am 6. März 1879, dem 56. Geburtstag von König Karl, wurde der Grundstein gelegt. Nach seiner Einweihung am 18. August 1879 wurde der Hasenbergturm wegen seiner großartigen Aussicht auf die Schwäbische Alb und Teile des Schwarzwaldes ein beliebtes Wahrzeichen und Ausflugsziel der Stadt. Für den Bau musste der Verschönerungsverein 25.800 Mark aufwenden. 
Am 24. März 1943 wurde der Turm wie andere Aussichtstürme um Stuttgart herum von der SS gesprengt, da er anfliegenden Bombern als Orientierungshilfe hätte dienen können. Letztlich wurde die Stuttgarter Innenstadt trotz der Sprengung schwer bombardiert. Es verblieb nur ein Turmstumpf. In den 1950er-Jahren bemühte sich der Verein vergeblich um eine Entschädigung zum Wiederaufbau des Turmes. Die Bestrebungen zum Wiederaufbau wurden eingestellt, da sich durch die Aufschüttung des Birkenkopfes aus Trümmern des Zweiten Weltkrieges ein besserer Aussichtspunkt ergeben hat.
Im Jahr 1973 wurde die Hasenberganlage neu gestaltet. Neben dem Turmstumpf findet sich ein Denkmal des Dichters Wilhelm Hauff aus dem Jahr 1882 und Großplastiken von Otto Herbert Hajek in dieser Grünanlage. Wegen der Sprengung muss die Stadt Stuttgart dem Verschönerungsverein für die entgangenen Eintrittsgelder eine dauernde kleine Entschädigung bezahlen.

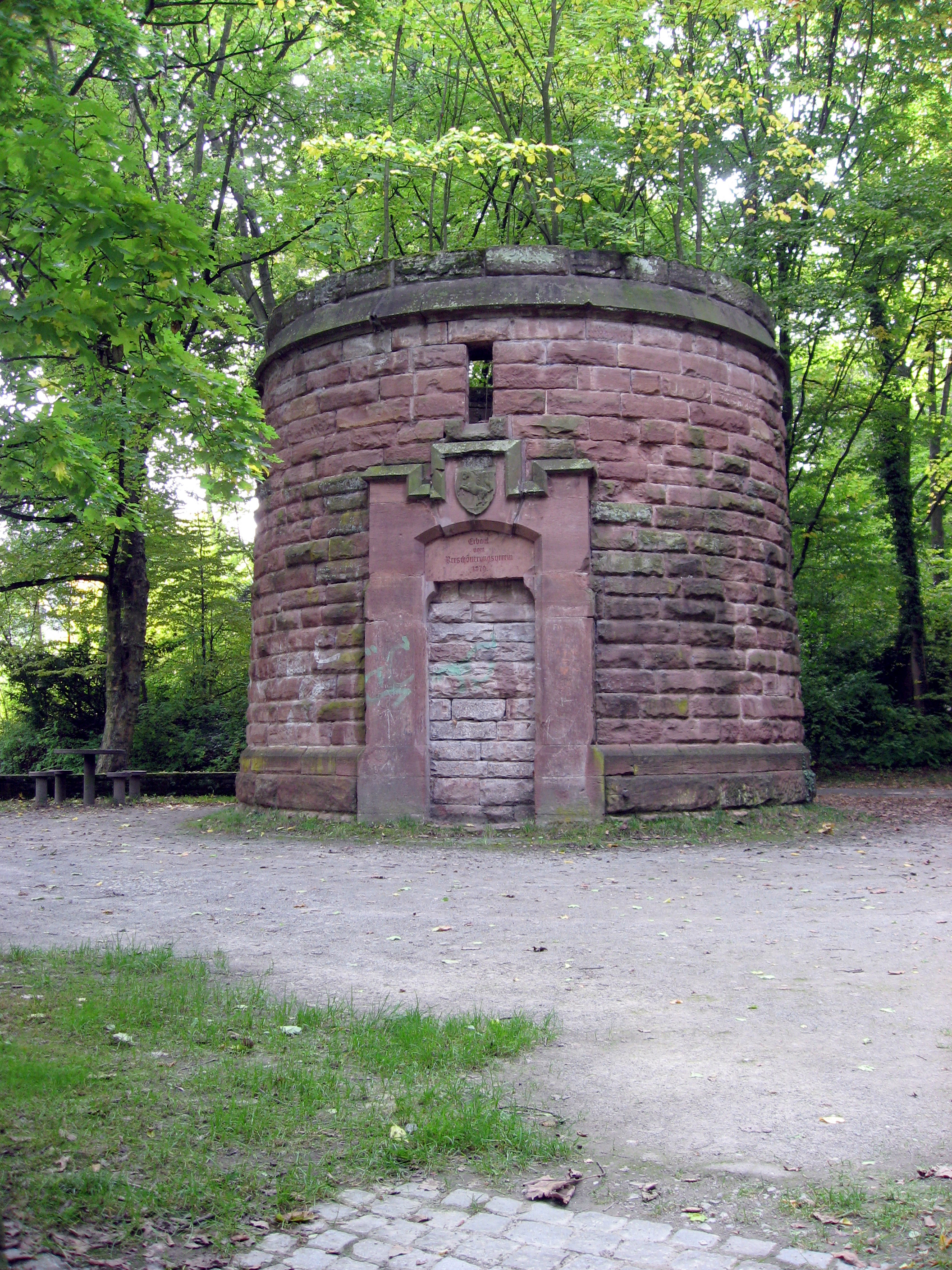
Stumpf des Hasenbergturms.
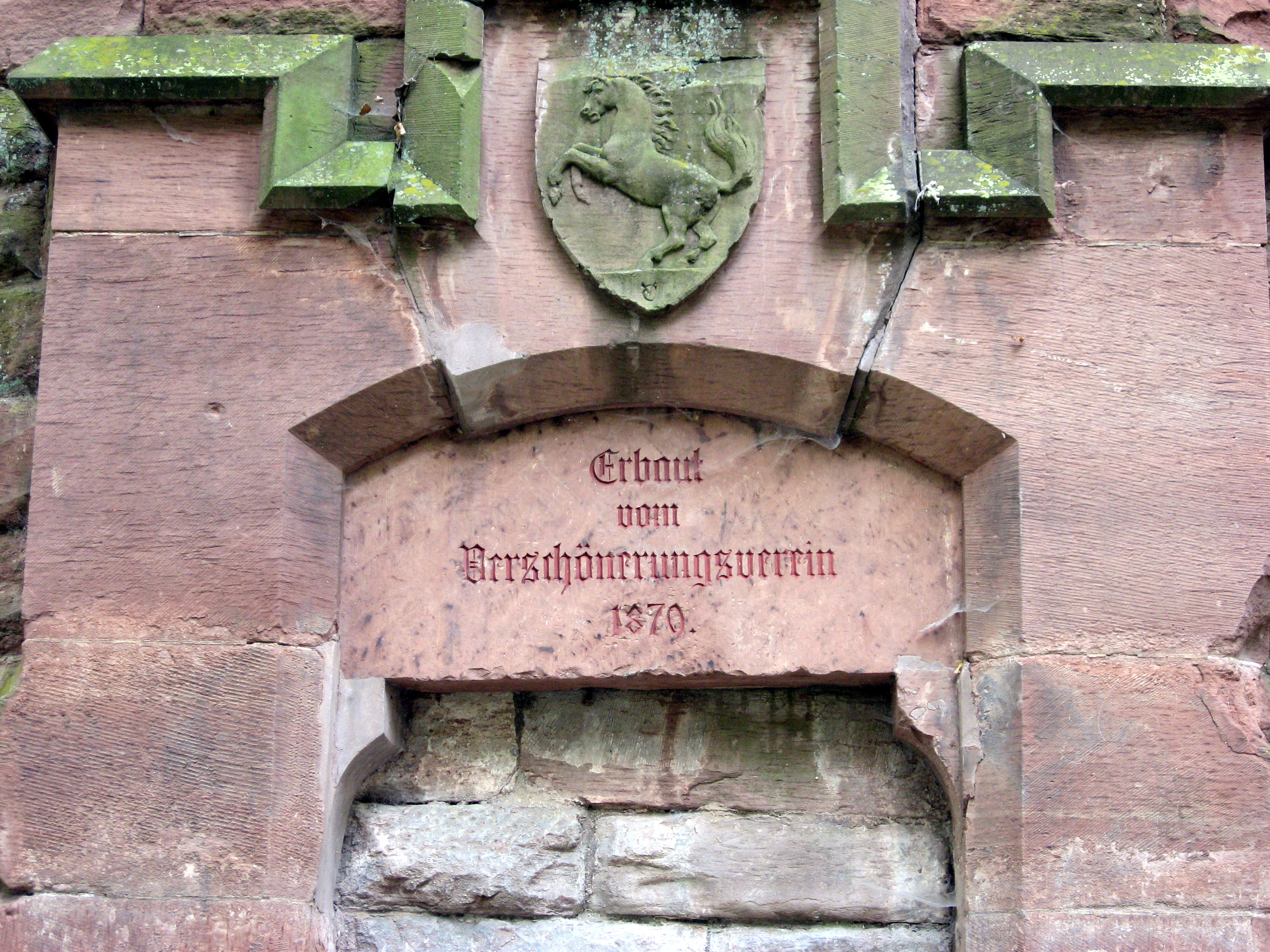
Inschrift am Turmstumpf.
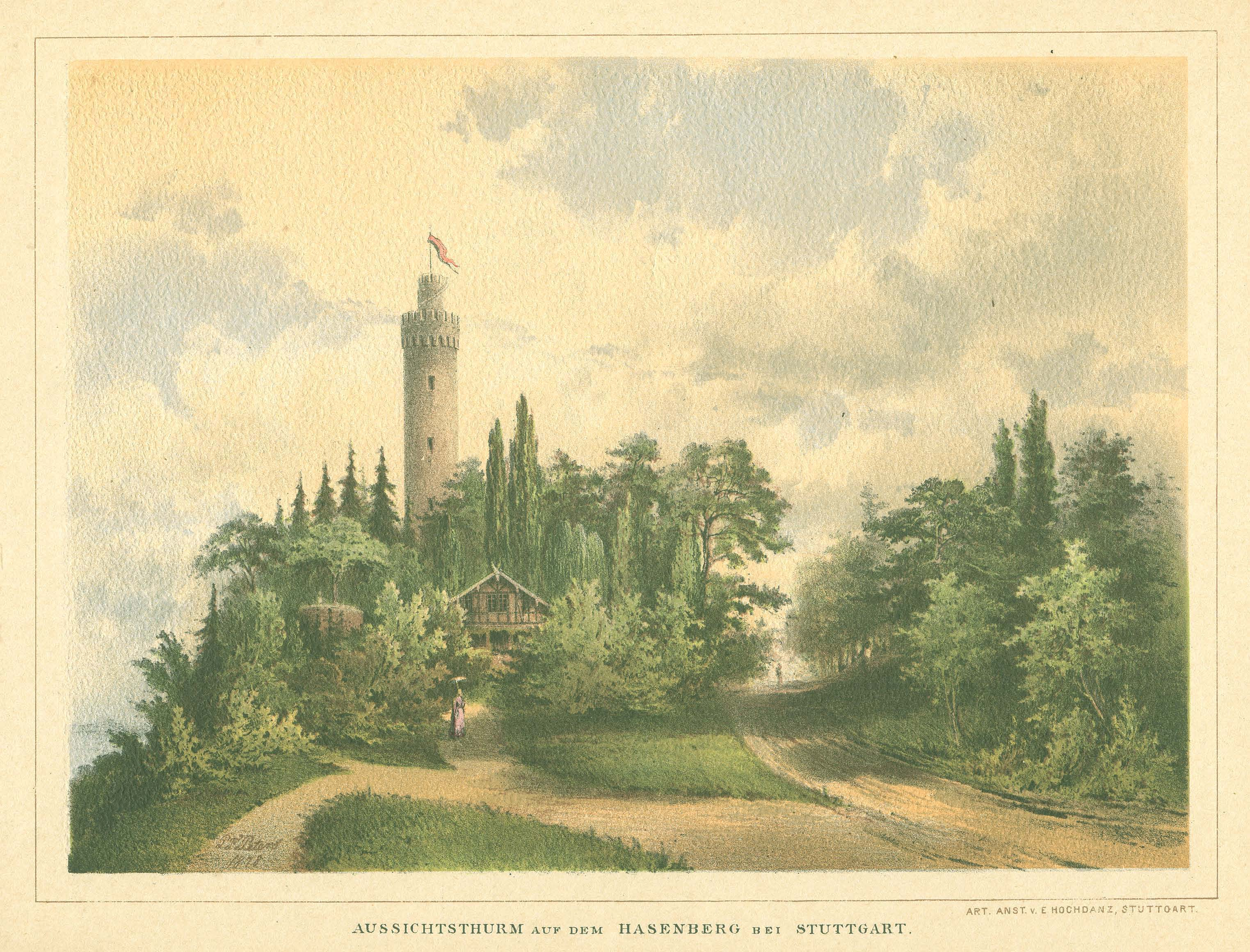
Aquarell von Pieter Francis Peters nach dem Architektenentwurf, 1878.
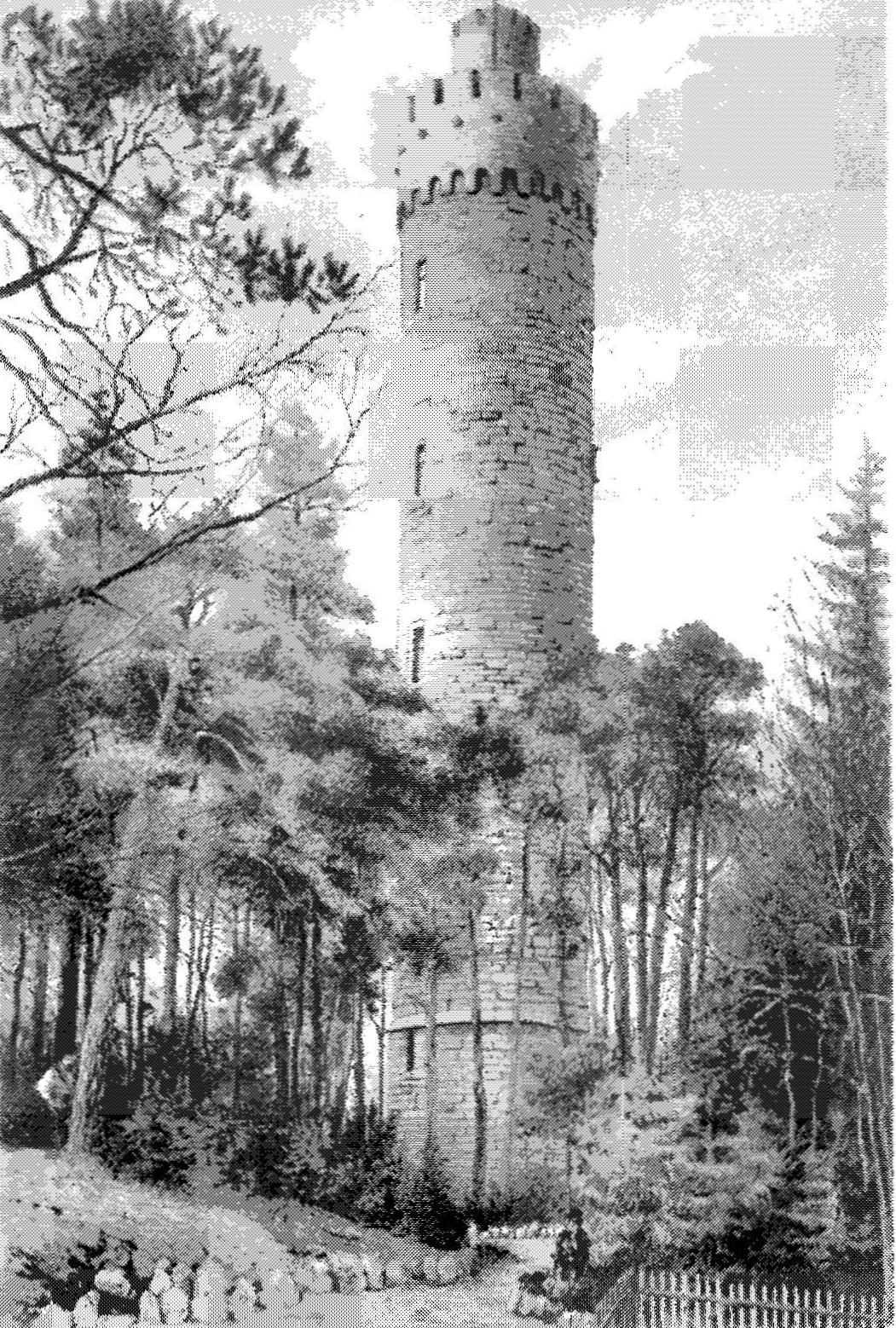
Hasenbergturm, vor 1886.
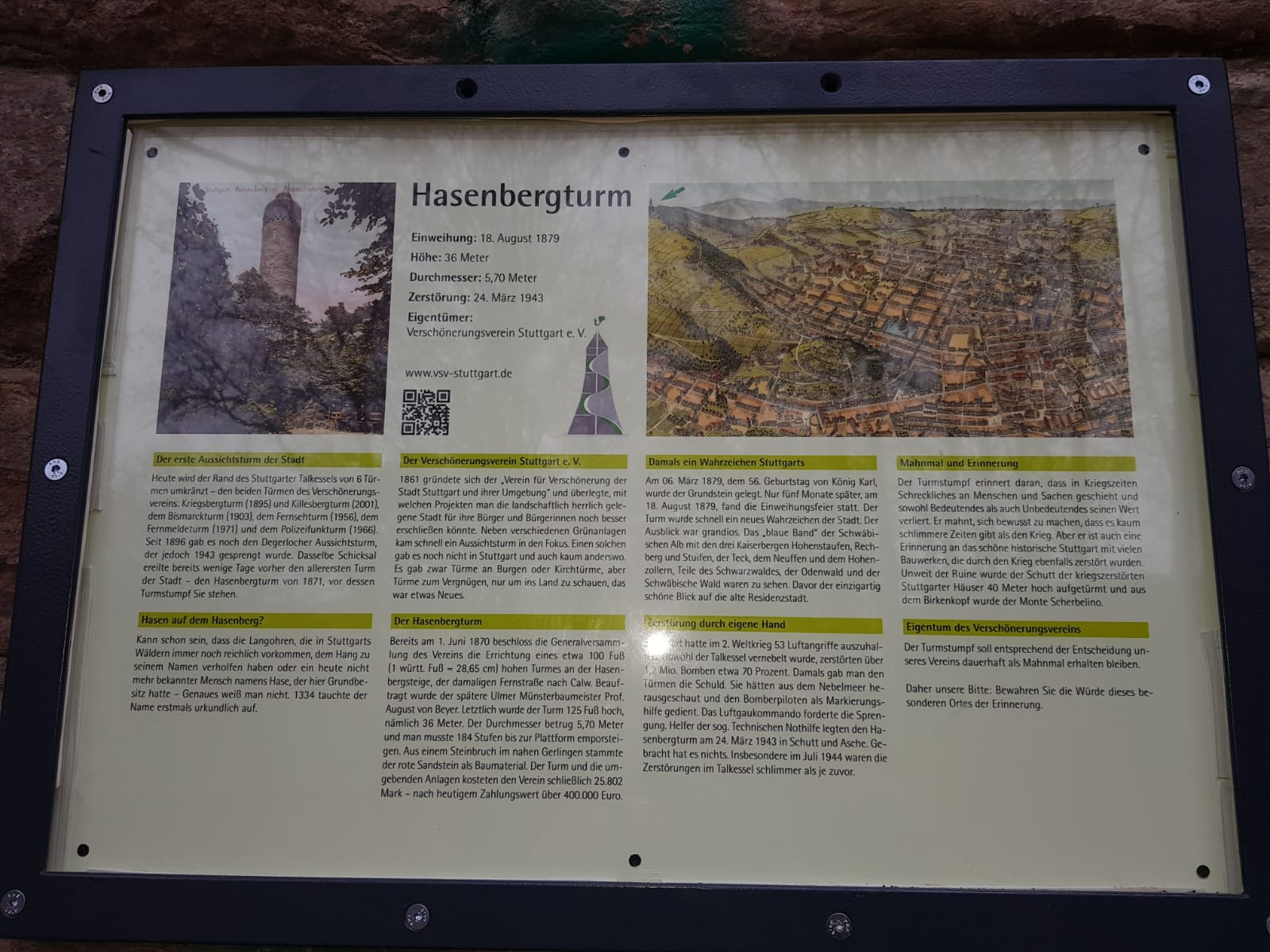
Infotafel beim Stumpf des Hasenbergturms

## Belege
1. ↑  Hasenbergturm von 1879 - Ruine seit 1943, auf vsv-stuttgart.de
2. ↑  70 Jahre Kriegsende Stuttgart damals, Stuttgart heute	, auf stuttgarter-nachrichten.de/
3. ↑  Hasenbergturm Stuttgart, Aquarell von Pieter Francis Peters nach dem Entwurf des Architekten August Beyer, 1878. Spender, die mindestens 3 Mark in den Turmfonds einzahlten, erhielten als Geschenk einen Druck des Aquarells.

Koordinaten: 48° 45′ 51,59″ N, 9° 8′ 42,08″ O